# Коложварі Федір Жигмундович
Коложварі Фе́дір Жигмундович (* 29 червня 1928, Гудя, нині Виноградівського району) — український художник, 1975 — заслужений майстер народної творчості УРСР.

## Життєпис
1946 року поступає до Ужгородського училища прикладного мистецтва, педагогами були Й. Бокшай, А. Коцка, Ф. Ф. Манайло.
1951 після закінчення училища призначений методистом образотворчого мистецтва Закарпатського обласного будинку народної творчості.
Художніми напрямами є натюрморти, пейзажі, портрети.
Брав участь у виставках в Києві, Кошицях, Ньїредьгазі, з 1958 року експонується на всіх виставках художників Закарпаття.
1972 та 1979 року в Ужгороді відбулися його персональні виставки.
За роки роботи організував і провів більш як 60 обласних виставок творів народних майстрів, багатьох звітних персональних виставок на місцях і за кордоном.
В Ужгородській картинній галереї зберігаються його роботи «Дощ пройшов», «Дума про працю», «Тюльпани».
Серед інших творів:
- 1973 — «Околиця села»,
- 1975 — «Біля річки»,
- 1977 — «Весняні гори»,
- 1978 — «Гори взимку»,
- 1978 — «Перший сніг»,
- 1978 — «Дорога взимку»,
- «Дощ пройшов»,
- «Тюльпани»,
- «Дума про працю».